# Флорічень
Флорічень (рум. Floriceni) — село в Молдові у Сороцькому районі. Входить до складу комуни з адміністративним центром в Кейнарій-Векі.
| Молдова | Це незавершена стаття з географії Молдови. Ви можете допомогти проєкту, виправивши або дописавши її. |